# Gauliga Nordwestsachsen
Die Gauliga Nordwestsachsen (auch 1. Klasse Nordwestsachsen) war eine der obersten Fußballligen des Verbandes Mitteldeutscher Ballspiel-Vereine (VMBV). Sie wurde 1901 gegründet und bestand bis zur Auflösung des VMBV 1933. Der Sieger qualifizierte sich für die Endrunde der mitteldeutschen Fußballmeisterschaft.

## Überblick
Mit Gründung des VMBV wurde der Gau Nordwestsachsen gegründet. Die 26 zur Teilnahme gemeldeten Vereine wurden in vier Klassen eingeteilt und beinhalteten neben den Vereinen aus Leipzig noch die weiteren Gründungsvereine des VMBV aus Dessau, Halle, Merseburg, Mittweida, Naumburg und Weißenfels. Die 1. Klasse wurde mit sieben Teilnehmern ausgespielt. 1905 trat der Verband Leipziger Ballspiel-Vereine endgültig in den VMBV ein, die Vereine wurden in den Gau Nordwestsachsen eingeordnet. Mit der Gründung weiterer Gaue im VMBV wurden die Vereine außerhalb Leipzigs und Umgebung Stück für Stück in andere Gauligen eingeteilt. Mit der ab 1907 erstklassigen Gauliga Saale wechselten ebenfalls die beiden Halleschen Vereine den Gau. Die Gauliga Nordwestsachsen wurde in den Anfangsjahren mit fünf bis sieben Teilnehmern ausgespielt. Zur Spielzeit 1907/08 wurden zwei Staffeln mit je fünf Mannschaften eingerichtet, die beiden Staffelsieger traten dann in einem Finalspiel um die Gaumeisterschaft an. Ab 1910/11 wurde die oberste Liga wieder eingleisig mit acht Teilnehmern ausgespielt.
Mit Beginn des Ersten Weltkrieges stockte vorerst der Spielbetrieb. Im Gau Nordwestsachsen fanden ab 20. September 1914 bis 14. Februar 1915 Herbstmeisterschaften in mehreren Klassen statt, die jedoch nur als Wohltätigkeitsspiele galten. Die Kriegsmeisterschaft startete am 21. Februar 1915 und endete am 27. Juni 1915. Es wurde in einer Einfachrunde auf neutralen Plätzen gespielt. Die weiteren Kriegsspielzeiten fanden mit acht, bzw. 1917/18 mit sieben Vereinen statt. 
Im Zuge der Spielklassenreform des VMBV 1919 war die Gauliga Nordwestsachsen nur noch zweitklassig. Mit der Kreisliga Nordwestsachsen wurde eine neue oberste Spielklasse geschaffen, die neben dem Gau Nordwestsachsen noch den Gau Elbe-Elster beinhaltete, jedoch von den Leipziger Vereinen dominiert wurde. Zur Spielzeit 1923/24 wurden die Kreisligen wieder abgeschafft, fortan war die Gauliga Nordwestsachsen bis 1933 erneut erstklassig. Die Liga 1923/24 bestand aus 13 teilnehmenden Vereinen, wurde aber bereits zur kommenden Spielzeit auf zehn Mannschaften verringert. Diese Teilnehmerzahl blieb bis 1933 bestehen. 
Im Zuge der Gleichschaltung wurde der VMBV und demzufolge auch die Gauliga Nordwestsachsen wenige Monate nach der Machtübernahme der Nationalsozialisten im Jahre 1933 aufgelöst. Der Gaumeister und der Vizemeister der Spielzeit 1932/33 erhielten einen Startplatz in der zukünftig erstklassigen Gauliga Sachsen, die weiteren Mannschaften wurden in den unteren Spielklassen eingeordnet. 
Die Gauliga Nordwestsachsen wurde von den Leipziger Vereinen dominiert. Als einziger Verein außerhalb Leipzigs konnte sich der ATV Sportfreunde Markranstädt längerfristig in der Gauliga halten. Der VfB Leipzig dominiert die Liga und konnte sich insgesamt zwölf Mal die Gaumeisterschaft sichern. Der FC Eintracht Leipzig war besonders in den Spieljahren des Ersten Weltkriegs stark, während die SpVgg 1899 Leipzig-Lindenau ihren Höhepunkt vor und nach dem Ersten Weltkrieg erreichte. Wacker Leipzig wurde erster und letzte Gaumeister Nordwestsachsens, der Verein dominiert die letzten beiden Meisterschaftsjahre vor der Auflösung des Verbandes. Auch die Sportfreunde Leipzig, Viktoria Leipzig und Fortuna Leipzig konnten von der Schwächephase des VfB Leipzig in den 1920ern profitieren und kamen zu Meisterschaftsehren.

## Einordnung
Die übermäßige Anzahl an erstklassigen Gauligen innerhalb des VMBVs hatte eine Verwässerung des Spielniveaus verursacht, es gab teilweise zweistellige Ergebnisse in den mitteldeutschen Fußballendrunden. Die Vereine aus der Gauliga Nordwestsachsen waren jedoch die dominierenden Vereine im Verband. Bis zur Einführung der Kreisligen 1919 konnte der Gaumeister Nordwestsachsens in 13 von 17 Fällen auch die mitteldeutsche Fußballmeisterschaft gewinnen. Dem VfB Leipzig gelang 1902/03, 1905/06 und 1912/13 gar der Gewinn der deutschen Fußballmeisterschaft. Auch Mitte der 1920er konnten die Meister aus der Gauliga Nordwestsachsen noch drei Mal die mitteldeutsche Fußballmeisterschaft gewinnen. Gegen Ende der 1920er und Anfang der 1930er sank jedoch die Spielstärke gegenüber den starken Vereinen aus den Gauen Mittelsachsen, Ostsachsen und Saale, so dass ab 1927/28 keine weitere mitteldeutsche Fußballmeisterschaft gewonnen werden konnte. Einzig der VfB Leipzig schaffte es 1929/30 nochmals in das Finale. Negativer Höhepunkt war die Zweitrunden-Niederlage des FC Sportfreunde Leipzig gegen den Gaumeister Osterlands, FC Thüringen Weida, in der Spielzeit 1930/31.
In der ab 1933 eingeführten erstklassigen Gauliga Sachsen konnten sich zwar im Laufe der Zeit einige Vereine aus der ehemaligen Gauliga Nordwestsachsen qualifizieren, ein Sieg in dieser Gauliga gelang jedoch keinem Verein, nicht einmal dem VfB Leipzig.

## Meister der Gauliga Nordwestsachsen 1902–1933
| Jahr    | Gaumeister Nordwestsachsen  | Abschneiden mitteldt. Meisterschaft a | Mitteldeutscher Meister       |
| ------- | --------------------------- | ------------------------------------- | ----------------------------- |
| 1901/02 | Wacker Leipzig              | Sieger                                | Wacker Leipzig                |
| 1902/03 | VfB Leipzig                 | Sieger                                | VfB Leipzig                   |
| 1903/04 | VfB Leipzig                 | Sieger                                | VfB Leipzig                   |
| 1904/05 | Hallescher FC 1896          | Finale (1)                            | Dresdner SC                   |
| 1905/06 | VfB Leipzig                 | Sieger                                | VfB Leipzig                   |
| 1906/07 | VfB Leipzig                 | Sieger                                | VfB Leipzig                   |
| 1907/08 | Wacker Leipzig              | Sieger                                | Wacker Leipzig                |
| 1908/09 | VfB Leipzig                 | keine Teilnahme                       | SC Erfurt                     |
| 1909/10 | VfB Leipzig                 | Sieger                                | VfB Leipzig                   |
| 1910/11 | VfB Leipzig                 | Sieger                                | VfB Leipzig                   |
| 1911/12 | SpVgg 1899 Leipzig-Lindenau | Sieger                                | SpVgg 1899 Leipzig-Lindenau   |
| 1912/13 | VfB Leipzig                 | Sieger                                | VfB Leipzig                   |
| 1913/14 | SpVgg 1899 Leipzig-Lindenau | Sieger                                | SpVgg 1899 Leipzig-Lindenau   |
| 1914/15 | FC Sportfreunde Leipzig     | keine mitteldeutsche Endrunde         | keine mitteldeutsche Endrunde |
| 1915/16 | FC Eintracht Leipzig        | Sieger                                | FC Eintracht Leipzig          |
| 1916/17 | FC Eintracht Leipzig        | Vorrunde (1)                          | Hallescher FC 1896            |
| 1917/18 | VfB Leipzig                 | Sieger                                | VfB Leipzig                   |
| 1918/19 | SpVgg 1899 Leipzig-Lindenau | Vorrunde (1)                          | Hallescher FC 1896            |
| 1919/20 | Kreisliga Südwestsachsen    | Kreisliga Südwestsachsen              | VfB Leipzig                   |
| 1920/21 | Kreisliga Südwestsachsen    | Kreisliga Südwestsachsen              | FC Wacker Halle               |
| 1921/22 | Kreisliga Südwestsachsen    | Kreisliga Südwestsachsen              | SpVgg 1899 Leipzig-Lindenau   |
| 1922/23 | Kreisliga Südwestsachsen    | Kreisliga Südwestsachsen              | SV Guts Muts Dresden          |
| 1923/24 | SpVgg 1899 Leipzig-Lindenau | Sieger                                | SpVgg 1899 Leipzig-Lindenau   |
| 1924/25 | VfB Leipzig                 | Sieger                                | VfB Leipzig                   |
| 1925/26 | SV Fortuna Leipzig 02       | Finale (5)                            | Dresdner SC                   |
| 1926/27 | VfB Leipzig                 | Sieger                                | VfB Leipzig                   |
| 1927/28 | FC Viktoria Leipzig         | Viertelfinale (3)                     | FC Wacker Halle               |
| 1928/29 | FC Sportfreunde Leipzig     | Halbfinale (4)                        | Dresdner SC                   |
| 1929/30 | VfB Leipzig                 | Finale (5)                            | Dresdner SC                   |
| 1930/31 | FC Sportfreunde Leipzig     | 2. Vorrunde (2)                       | Dresdner SC                   |
| 1931/32 | Wacker Leipzig              | Halbfinale (4)                        | PSV Chemnitz                  |
| 1932/33 | Wacker Leipzig              | Viertelfinale (3)                     | Dresdner SC                   |

## Rekordmeister
Rekordmeister der Gauliga Nordwestsachsen ist der VfB Leipzig, der den Titel zwölf Mal gewinnen konnten.
|  | Verein                      | Titel | Jahr |
|  | --------------------------- | ----- | --- |
|  | VfB Leipzig                 | 12    | 1902/03, 1903/04, 1905/06, 1906/07, 1908/09, 1909/10, 1910/11, 1912/13, 1917/18, 1924/25, 1926/27, 1929/30 |
|  | Wacker Leipzig              | 4     | 1901/02, 1907/08, 1931/32, 1932/33                                                                         |
|  | SpVgg 1899 Leipzig-Lindenau | 4     | 1911/12, 1913/14, 198/19, 1923/24                                                                          |
|  | FC Sportfreunde Leipzig     | 3     | 1914/15, 1928/29, 1930/31                                                                                  |
|  | FC Eintracht Leipzig        | 2     | 1915/16, 1916/17                                                                                           |
|  | Hallescher FC 1896          | 1     | 1904/05 |
|  | SV Fortuna Leipzig 02       | 1     | 1925/26 |
|  | FC Viktoria Leipzig         | 1     | 1927/28 |

## Ewige Tabelle
Berücksichtigt sind alle überlieferten Spielzeiten der erstklassigen Gauliga Nordwestsachsen bis 1933 inklusive der zwischen 1907/08 und 1909/10 stattfindenden Finalspiele zwischen den Staffelmeistern. Da es in einigen Spielzeiten zu Spielen kam, die als Niederlage für beide Mannschaften gewertet wurden, gibt es mehr Gegenpunkte als Pluspunkte. 
| Pl. | Verein                                            | Jahre | Sp. | S   | U  | N   | T+   | T-  | Diff. | Punkte  | Ø-Pkt. | Titel | Spielzeiten                                       |
| --- | ------------------------------------------------- | ----- | --- | --- | -- | --- | ---- | --- | ----- | ------- | ------ | ----- | ------------------------------------------------- |
| 1.  | VfB Leipzig                                       | 28    | 390 | 262 | 42 | 86  | 1165 | 501 | +664  | 566:214 | 1,45   | 12    | 1901–1919, 1923–1933                              |
| 2.  | Wacker Leipzig                                    | 28    | 388 | 208 | 51 | 129 | 1021 | 725 | +296  | 467:309 | 1,2    | 4     | 1901–1919, 1923–1933                              |
| 3.  | SpVgg 1899 Leipzig-Lindenau                       | 22    | 327 | 161 | 48 | 118 | 748  | 629 | +119  | 370:284 | 1,13   | 4     | 1907–1919, 1923–1933                              |
| 4.  | FC Sportfreunde Leipzig                           | 25    | 359 | 147 | 52 | 160 | 780  | 778 | +2    | 346:372 | 0,96   | 3     | 1904–1919, 1923–1933                              |
| 5.  | Fortuna Leipzig                                   | 20    | 299 | 154 | 32 | 113 | 701  | 550 | +151  | 340:258 | 1,14   | 1     | 1907–1911, 1913–1919, 1923–1933                   |
| 6.  | FC Eintracht Leipzig                              | 19    | 293 | 131 | 51 | 111 | 607  | 556 | +51   | 313:273 | 1,07   | 2     | 1909–1919, 1923–1928, 1929–1933                   |
| 7.  | BV Olympia Leipzig/ BV Olympia-Germania Leipzig b | 18    | 262 | 78  | 35 | 149 | 409  | 641 | −232  | 191:333 | 0,73   | 0     | 1907–1917, 1918/19, 1923/24, 1925–1927, 1928–1932 |
| 8.  | VfTuB 1905 Leipzig                                | 10    | 186 | 65  | 26 | 95  | 386  | 511 | −125  | 156:216 | 0,84   | 0     | 1923–1933                                         |
| 9.  | Leipziger BC 1893 b                               | 18    | 211 | 65  | 23 | 123 | 375  | 513 | −138  | 153:269 | 0,73   | 0     | 1901–1917, 1918/19, 1923/24                       |
| 10. | FC Viktoria Leipzig                               | 7     | 132 | 48  | 23 | 61  | 218  | 292 | −74   | 119:145 | 0,9    | 1     | 1923–1930                                         |
| 11. | ATV Sportfreunde Markranstädt                     | 8     | 144 | 45  | 26 | 73  | 278  | 378 | −100  | 116:172 | 0,81   | 0     | 1924–1926, 1927–1933                              |
| 12. | Hallescher FC 1896                                | 6     | 59  | 33  | 3  | 23  | 154  | 137 | +17   | 69:49   | 1,17   | 1     | 1901–1907                                         |
| 13. | FC Britannia 1899 Leipzig/ Leipziger SV 1899      | 4     | 42  | 21  | 1  | 20  | 118  | 84  | +34   | 43:41   | 1,02   | 0     | 1907–1910, 1932/33                                |
| 14. | SV Pfeil 1903 Leipzig                             | 2     | 42  | 16  | 5  | 21  | 69   | 75  | −6    | 37:47   | 0,88   | 0     | 1923–1925                                         |
| 15. | BC Arminia Leipzig                                | 3     | 54  | 12  | 11 | 31  | 94   | 144 | −50   | 35:73   | 0,65   | 0     | 1926–1929                                         |
| 16. | VfB Zwenkau 02                                    | 2     | 36  | 16  | 2  | 18  | 63   | 78  | −15   | 34:38   | 0,94   | 0     | 1931–1933                                         |
| 17. | FC Wacker Halle                                   | 3     | 32  | 9   | 0  | 23  | 57   | 111 | −54   | 18:46   | 0,56   | 0     | 1904–1907                                         |
| 18. | VfR 1902 Leipzig                                  | 3     | 30  | 5   | 5  | 20  | 35   | 123 | −88   | 15:45   | 0,5    | 0     | 1907–1909, 1912/13                                |
| 19. | SV Tapfer Leipzig                                 | 1     | 24  | 6   | 0  | 18  | 25   | 66  | −41   | 12:36   | 0,5    | 0     | 1923/24                                           |
| 20. | KSG Leipziger BC/Olympia Leipzig                  | 1     | 12  | 4   | 2  | 6   | 12   | 21  | −9    | 10:14   | 0,83   | 0     | 1917/18                                           |
| 21. | FV Sachsen 1902 Leipzig                           | 2     | 15  | 4   | 2  | 9   | 23   | 55  | −32   | 10:20   | 0,67   | 0     | 1908–1910                                         |
| 22. | Germania Mittweida                                | 1     | 10  | 4   | 0  | 6   | 17   | 36  | −19   | 8:12    | 0,8    | 0     | 1901/02                                           |
| 23. | SV Germania Leipzig c                             | 1     | 24  | 4   | 0  | 20  | 30   | 109 | −79   | 8:40    | 0,33   | 0     | 1923/24                                           |
| 24. | SV Lipsia Leipzig                                 | 5     | 46  | 2   | 2  | 42  | 24   | 178 | −154  | 6:86    | 0,13   | 0     | 1901–1905, 1907/08                                |
| 25. | Mittweidaer BC                                    | 1     | 11  | 2   | 0  | 9   | 12   | 44  | −32   | 4:18    | 0,36   | 0     | 1901/02                                           |
| 26. | FC Wettin Wurzen                                  | 1     | 18  | 2   | 0  | 16  | 39   | 77  | −38   | 4:32    | 0,22   | 0     | 1930/31                                           |
| 27. | SV Helios Leipzig                                 | 1     | 14  | 1   | 0  | 13  | 15   | 63  | −48   | 2:26    | 0,14   | 0     | 1911/12                                           |